# Medio (Einheit)
Medio, auch Medio Celemine oder Almudo, war ein spanisches Volumenmaß in der Provinz Valencia. Das Getreidemaß ist von der gleichnamigen spanischen Goldmünze zu unterscheiden.
- 1 Medio = 105 Pariser Kubikzoll = 2,0836 Liter[1] = 2 1/12 Liter[2]
- 1 Medio = 2 Quarterone
- 2 Medio = 1 Celemine
- 8 Medio = 1 Barsella/Barchillo
- 96 Medio = 1 Cahiz